# AVCA All-America 2021-2030 (femminile, NCAA Division I)
Pallavoliste della NCAA Division I inserite nelle tre squadre dell'AVCA All-America Team per il periodo 2021-2030

## Elenco
| Grassetto | AVCA National Player of the Year |

| Stagione |                             |                             |                              |                              |                             |                             |
| Stagione | AVCA All-America First Team | AVCA All-America First Team | AVCA All-America Second Team | AVCA All-America Second Team | AVCA All-America Third Team | AVCA All-America Third Team |
| Stagione | Giocatrice                  | Squadra                     | Giocatrice                   | Squadra                      | Giocatrice                  | Squadra                     |
| -------- | --------------------------- | --------------------------- | ---------------------------- | ---------------------------- | --------------------------- | --------------------------- |
| 2021     | Júlia Bergmann              | Georgia Tech                | Caitlin Baird                | Stanford                     | Anna DeBeer                 | Louisville                  |
| 2021     | Mariana Brambilla           | Georgia Tech                | Lauren Barnes                | Wisconsin                    | Skylar Fields               | Texas                       |
| 2021     | Brionne Butler              | Texas                       | Kayla Caffey                 | Nebraska                     | Zoe Fleck                   | UC Los Angeles              |
| 2021     | Victoria Dilfer             | Louisville                  | Samantha Drechsel            | Washington                   | Claire Hoffman              | Washington                  |
| 2021     | Danielle Barton             | Utah                        | Emma Grome                   | Kentucky                     | Magdaléna Jehlářová         | Washington State            |
| 2021     | Logan Eggleston             | Texas                       | Marin Grote                  | Washington                   | Kenzie Koerber              | Brigham Young               |
| 2021     | Sydney Hilley               | Wisconsin                   | Kaitlyn Hord                 | Penn State                   | Madison Kubik               | Nebraska                    |
| 2021     | Kayla Lund                  | Pittsburgh                  | Kendall Kipp                 | Stanford                     | Lauren Matthews             | Western Kentucky            |
| 2021     | MacKenzie May               | UC Los Angeles              | Leketor Member-Meneh         | Pittsburgh                   | McKenna Melville            | Central Florida             |
| 2021     | Yossiana Pressley           | Baylor                      | Marlie Monserez              | Florida                      | Chinaza Ndee                | Pittsburgh                  |
| 2021     | Dana Rettke                 | Wisconsin                   | Caitlyn Newton               | Purdue                       | Jonni Parker                | Penn State                  |
| 2021     | Alexis Rodriguez            | Nebraska                    | Brooke Nuneviller            | Oregon                       | Machaela Podraza            | Ohio State                  |
| 2021     | Stephanie Samedy            | Minnesota                   | Rylee Rader                  | Ohio State                   | Ella May Powell             | Washington                  |
| 2021     | Anna Stevenson              | Louisville                  | Alli Stumler                 | Kentucky                     | Norah Sis                   | Creighton                   |
| 2022     | Gabrielle Blossom           | San Diego                   | Júlia Bergmann               | Georgia Tech                 | Mimi Colyer                 | Oregon                      |
| 2022     | Courtney Buzzerio           | Pittsburgh                  | Morgahn Fingall              | Tennessee                    | Kacie Evans                 | Georgia                     |
| 2022     | Claire Chaussee             | Louisville                  | Grace Frohling               | San Diego                    | Rachel Fairbanks            | Pittsburgh                  |
| 2022     | Logan Eggleston             | Texas                       | Emma Grome                   | Kentucky                     | Sarah Franklin              | Wisconsin                   |
| 2022     | Skylar Fields               | Southern California         | Claire Hoffman               | Washington                   | Danielle Hart               | Wisconsin                   |
| 2022     | Zoe Fleck                   | Texas                       | Emily Londot                 | Ohio State                   | Amber Igiede                | Hawaii                      |
| 2022     | Serena Gray                 | Pittsburgh                  | Lauren Matthews              | Western Kentucky             | Katie Lukes                 | San Diego                   |
| 2022     | Magdaléna Jehlářová         | Washington State            | Machaela Podraza             | Ohio State                   | Marina Markova              | Florida                     |
| 2022     | Kendall Kipp                | Stanford                    | Hannah Pukis                 | Oregon                       | Devyn Robinson              | Wisconsin                   |
| 2022     | Taylor Landfair             | Minnesota                   | Alexis Rodriguez             | Nebraska                     | Adanna Rollins              | Kentucky                    |
| 2022     | McKenna Melville            | Central Florida             | Elena Scott                  | Louisville                   | Reagan Rutherford           | Kentucky                    |
| 2022     | Kamerynn Miner              | Stanford                    | Azhani Tealer                | Kentucky                     | Madisen Skinner             | Texas                       |
| 2022     | Brooke Nuneviller           | Oregon                      | Temitayo Thomas-Ailara       | Northwestern                 | Alexis Stucky               | Florida                     |
| 2022     | Asjia O'Neal                | Texas                       | Valeria Vázquez              | Pittsburgh                   | Amaya Tillman               | Louisville                  |
| 2023     | Olivia Babcock              | Pittsburgh                  | Caitlin Baird                | Stanford                     | Carter Booth                | Wisconsin                   |
| 2023     | Merritt Beason              | Nebraska                    | Anna DeBeer                  | Louisville                   | Paige Briggs                | Western Kentucky            |
| 2023     | Rachel Fairbanks            | Pittsburgh                  | Sophie Fischer               | Georgia                      | Chloe Chicoine              | Purdue                      |
| 2023     | Skylar Fields               | Southern California         | Jillian Gillen               | Arkansas                     | Reagan Cooper               | Kansas                      |
| 2023     | Morgahn Fingall             | Tennessee                   | Emma Grome                   | Kentucky                     | Cara Cresse                 | Louisville                  |
| 2023     | Sarah Franklin              | Wisconsin                   | Eva Hudson                   | Purdue                       | Taylor Head                 | Arkansas                    |
| 2023     | Magdaléna Jehlářová         | Washington State            | Caroline Kerr                | Tennessee                    | Amber Igiede                | Hawaii                      |
| 2023     | Kendall Kipp                | Stanford                    | Kennedy Martin               | Florida                      | Morgan Lewis                | Oregon                      |
| 2023     | Marta Levinska              | Arizona State               | Kara McGhee                  | Oregon                       | Harper Murray               | Nebraska                    |
| 2023     | Kamerynn Miner              | Stanford                    | Jessica Mruzik               | Penn State                   | Melanie Parra               | Texas Christian             |
| 2023     | Asjia O'Neal                | Texas                       | Bergen Reilly                | Nebraska                     | Reagan Rutherford           | Kentucky                    |
| 2023     | Hannah Pukis                | Oregon                      | Elia Rubin                   | Stanford                     | Kenna Sauer                 | Houston                     |
| 2023     | Alexis Rodriguez            | Nebraska                    | Elena Scott                  | Louisville                   | Torrey Stafford             | Pittsburgh                  |
| 2023     | Madisen Skinner             | Texas                       | Anna Smrek                   | Wisconsin                    | Kendra Wait                 | Creighton                   |
| 2024     | Olivia Babcock              | Pittsburgh                  | Nina Čajić                   | Tennessee                    | Lexie Almodovar             | Dayton                      |
| 2024     | Brooklyn DeLeye             | Kentucky                    | Raven Colvin                 | Purdue                       | Charlie Fuerbringer         | Wisconsin                   |
| 2024     | Rachel Fairbanks            | Pittsburgh                  | Mimi Colyer                  | Oregon                       | Flormarie Heredia           | Miami (Florida)             |
| 2024     | Sarah Franklin              | Wisconsin                   | Anna DeBeer                  | Louisville                   | Audrey Koenig               | Florida State               |
| 2024     | Andi Jackson                | Nebraska                    | Samantha Francis             | Stanford                     | Khori Louis                 | Florida State               |
| 2024     | Kennedy Martin              | Florida                     | Emma Grome                   | Kentucky                     | Ava Martin                  | Creighton                   |
| 2024     | Kamerynn Miner              | Stanford                    | Eva Hudson                   | Purdue                       | Onye Ofoegbu                | Oregon                      |
| 2024     | Jessica Mruzik              | Penn State                  | Bre Kelley                   | Pittsburgh                   | Alexis Shelton              | Oklahoma                    |
| 2024     | Melanie Parra               | Texas Christian             | Logan Lednicky               | Texas A&M                    | Naya Shimé                  | Southern Methodist          |
| 2024     | Alexis Rodriguez            | Nebraska                    | Harper Murray                | Nebraska                     | Raina Terry                 | Illinois                    |
| 2024     | Elia Rubin                  | Stanford                    | Bergen Reilly                | Nebraska                     | Amelia Tuaniga              | Southern California         |
| 2024     | Elena Scott                 | Louisville                  | Norah Sis                    | Creighton                    | Camryn Turner               | Kansas                      |
| 2024     | Torrey Stafford             | Pittsburgh                  | Madisen Skinner              | Texas                        | Argentina Ung               | Arizona State               |
| 2024     | Kendra Wait                 | Creighton                   | Isabella Starck              | Penn State                   | Mychael Vernon              | Missouri                    |